# Église Notre-Dame de Sablières
L'église Notre-Dame est une église située à Sablières, en France.

## Localisation
L'église est située sur la commune de Sablières, dans le département français de l'Ardèche.

## Protection
L'église Notre-Dame est inscrite au titre des monuments historiques en 1932.